# ابن خفاجه
ابراهیم بن ابی‌الفتح هواری اندلسی شهرت‌یافته به ابن خفاجه (۱۰۵۸–۱۱۳۸م) شاعر غزل‌سرای اندلسی و نویسنده بود. در شعرش، وصفِ باغ‌ها و مناظر طبیعی بسیار است. از اهالی جزیرهٔ شقر (الزیرای کنونی) بود. دیوان اشعارش مانده است.